# Brachy

Brachy este o comună în departamentul Seine-Maritime, Franța. În 1 ianuarie 2022 avea o populație de 676 de locuitori.